# Habia
Habia es un género de aves de la familia de los cardinálidos, anteriormente clasificado dentro de los tráupidos.

## Lista de especies
Según la clasificación del Congreso Ornitológico Internacional (versión 2.10, 20111) este género está conformado por cinco especies:
- Habia rubica.
- Habia fuscicauda.
- Habia gutturalis.
- Habia atrimaxillaris.
- Habia cristata.